# コスモデミヤンスカヤ (小惑星)
コスモデミヤンスカヤ (2072 Kosmodemyanskaya) は、小惑星帯の小惑星。
1973年、ソビエト連邦の天文学者タマラ・スミルノワが、クリミア天体物理天文台で発見した。

## 名称
ソ連邦英雄となった姉弟の母親として知られたリュボフ・コスモデミヤンスカヤ（Любовь Тимофеевна Космодемьянская / Lubov' Timofeevna Kosmodemyanskaya, 1900年 - 1978年）をしのんで名づけられた。リュボフの娘のゾーヤ（1923年 - 1941年）はパルチザンとして、息子のアレクサンドル（1925年 - 1945年）は兵士として、それぞれ独ソ戦の中で戦死を遂げ、姉弟は国家から顕彰された。
命名は1980年4月の小惑星回報で公表された。なお、ゾーヤは (1793) ゾヤ として、アレクサンドルは (1977) シューラとして、いずれもスミルノワが発見した小惑星に命名されている。